# Herur, Gangawati
Herur là một làng thuộc tehsil Gangawati, huyện Koppal, bang Karnataka, Ấn Độ.